# Trimmer (Gleitschirm)
Der Trimmer dient bei Gleitschirmen zur Neigungsveränderung der Kalotte (Schirmkappe). Durch ein Flaschenzugsystem werden die hinteren Leinenebenen verlängert und der Anstellwinkel verändert. Dadurch verringern sich Widerstand und Auftrieb des Gleitschirms, die Fluggeschwindigkeit erhöht sich. Im Unterschied zum konventionellen Speedsystem muss die Einstellung des Trimmers nicht aktiv gehalten werden. Das System wird heutzutage hauptsächlich bei Tandem- und Motorschirmen eingesetzt.
Neben der Funktion der Geschwindigkeitserhöhung dient das Trimmsystem zum Ausgleich des Motordrehmomentes.